# Noiembrie 1982
Acest articol este generat integral pe baza informațiilor din articolul 1982 și este actualizat periodic de un robot.
 Editările făcute în articol vor fi șterse la următoarea actualizare! Dacă doriți să faceți modificări, editați articolul-sursă.

ianuarie -
februarie -
martie -
aprilie -
mai -
iunie -
iulie -
august -
septembrie -
octombrie -
noiembrie -
decembrie
Noiembrie 1982 a fost a unsprezecea lună a anului și a început într-o zi de luni.

## Evenimente
- 12 noiembrie: În Uniunea Sovietică, fostul șef al KGB, Yuri Andropov, este ales secretar general al CC al PCUS, succedându-i lui Leonid Brejnev
- 14 noiembrie: Liderul mișcării „Solidaritatea”, Lech Wałęsa, este eliberat după 11 luni de închisoare.

## Nașteri
- 2 noiembrie: Charles-Hubert Itandje, fotbalist camerunez (portar)
- 4 noiembrie: Mădălin Marius Ciucă, fotbalist român
- 5 noiembrie: Chris Garneau, muzician american
- 5 noiembrie: Han Ji-min, actriță sud-coreeană
- 9 noiembrie: Houssine Kharja, fotbalist francez
- 11 noiembrie: Adrian-Claudiu Prisnel, politician român
- 12 noiembrie: Anne Hathaway (Anne Jacqueline Hathaway), actriță americană
- 13 noiembrie: Hamdan bin Mohammed Al Maktoum, prinț moștenitor al Dubai (UAE)
- 15 noiembrie: Cristina Moșin, jucătoare de șah din Republica Moldova
- 15 noiembrie: Kalu Uche, fotbalist nigerian (atacant)
- 21 noiembrie: Ioana Ciolacu, creatoare de modă română
- 22 noiembrie: Yakubu Aiyegbeni, fotbalist nigerian (atacant)
- 22 noiembrie: Fernando Schweitzer, actor brazilian
- 25 noiembrie: Maximilian Nicu (Maximilian Johannes Ștefan Nicu), fotbalist german
- 25 noiembrie: Răzvan Pleșca, fotbalist român (portar)
- 25 noiembrie: Valentin Porcișteanu, pilot de raliuri român
- 26 noiembrie: Said Daftari, fotbalist afgan
- 27 noiembrie: Aleksandr Kerjakov, fotbalist rus (atacant)
- 27 noiembrie: Tatsuya Tanaka, fotbalist japonez (atacant)
- 29 noiembrie: John Mensah, fotbalist ghanez
- 30 noiembrie: Andrea Fuentealba Valbak, muziciană daneză

## Decese
Hans Drakenberg, 81 ani, scrimer suedez (n. 1901)
Yves Ciampi (Yves Jean Marie Ciampi), 61 ani, regizor, scenarist și producător francez (n. 1921)
Shiro Teshima, 75 ani, fotbalist japonez (atacant), (n. 1907)
Leonid Brejnev, 75 ani, conducător al Uniunii Sovietice (1964-1982), (n. 1906)
Eduardo Alberto Mallea, 79 ani, scriitor argentinian (n. 1903)
Lee Patrick, 80 ani, actriță americană de film (n. 1906)
Barack Obama, economist kenyan (n. 1936)
Juhan Aavik, 98 ani, compozitor estonian (n. 1884)
Radu Vulpe, 82 ani, arheolog român (n. 1899)
Regina Mamă Elena a României, 86 ani, soția principelui moștenitor Carol al II-lea al României (viitorul rege Carol al II-lea) și mama Regelui Mihai I al României (n. 1896)